# Madden NFL 08
Madden NFL 08 es la edición 19 ª en la franquicia de videojuegos de fútbol americano Madden NFL. Cuenta con la estrella Vince Young en la portada. El juego fue lanzado el 14 de agosto de 2007 para varias plataformas, incluyendo Xbox 360, Wii, PlayStation 3, PlayStation 2, Nintendo DS, PlayStation Portable, Nintendo GameCube, Xbox y PC. EA y Apple han anunciado en junio de 2007 que lanzaran una versión para Mac OS X sería lanzada al mismo tiempo que las demás versiones. [1] Después de 14 de agosto fecha llegó y pasó sin un Mac en libertad, sin embargo, EA dice que sería demorada hasta septiembre u octubre de 2007. Una versión en español del juego fue lanzada el 11 de diciembre de 2007 para las plataformas PlayStation 2 y Xbox 360.A partir del 13 de diciembre de 2007, la versión Xbox 360 ha vendido 1,069,576 ejemplares en los Estados Unidos. Madden NFL 08 ha vendido 4,5 millones de copias. y Madden NFL 08 eventualmente también se convertiría en el último videojuego para Nintendo GameCube producido y lanzado en Norteamérica.

## Soundtrack
EA Sports anunció oficialmente la banda sonora el 28 de junio de 2007.
| Artist                               | Song                      |
| ------------------------------------ | ------------------------- |
| Airbourne                            | "Runnin' Wild"            |
| Atreyu                               | "Becoming the Bull"       |
| The Bravery                          | "Believe"                 |
| Brother Ali                          | "Whatcha Got"             |
| Daddy Yankee                         | "Impacto"                 |
| Datarock                             | "The New Song"            |
| Earl Greyhound                       | "S.O.S."                  |
| Enter Shikari                        | "OK, Time for Plan B"     |
| From Autumn to Ashes                 | "Daylight Slaving"        |
| Hellyeah                             | "You Wouldn't Know"       |
| The Hives                            | "Tick Tick Boom"          |
| Jupiter One                          | "Countdown"               |
| Mims                                 | "Cop It"                  |
| MURS                                 | "Dreadlocks"              |
| O-Solo                               | "Monsta"                  |
| Operator                             | "Soulcrusher"             |
| Ozzy Osbourne                        | "I Don't Wanna Stop"      |
| Pharoahe Monch (featuring Showtyme)  | "Desire"                  |
| Pitbull                              | "Fuego (Remix)"           |
| Queens of the Stone Age              | "3's & 7's"               |
| Red1 (featuring Afu-Ra)              | "Dem No Worry We"         |
| Sam Spence                           | Various NFL Films Remixes |
| Shadows Fall                         | "Redemption"              |
| Sum 41                               | "Underclass Hero"         |
| Swizz Beatz                          | "It's Me Snitches"        |
| Team Shadetek (ft. 77Klash & Jahdan) | "Brooklyn Anthem"         |
| Timbaland (ft. Justin Timberlake)    | "Release"                 |
| The Used                             | "The Ripper"              |
| Yellowcard                           | "Fighting"                |
| Zion I & The Grouch                  | "Hit 'Em"                 |

## Madden NFL 08 en Español
| Madden NFL 2008 Soundtrack | Madden NFL 2008 Soundtrack |
| Artista                    | Canción                    |
| -------------------------- | -------------------------- |
| Kinto Sol                  | "Los Que Luchamos"         |
| Molotov                    | "Blame Me"                 |
| Maná                       | "Relax"                    |

Source: http://investor.ea.com/releasedetail.cfm?ReleaseID=313945
- Datos: Q2296575